# 棒術
棒術，一種以長型棍棒為武器的武術，廣泛存在於世界各地，在日本武術，琉球古武術及中國武術（又稱棍法）都存在相關的流派。日本武術中的棒術，一般以6尺（約180公分）長，直徑約八分（2.4公分）至1寸1分（3.3公分）之間，長、圓而光滑的棍棒為主。杖術使用4尺（約120公分）左右的棍棒，半棒術使用3尺（約90公分）的棍子，通常也被列為是棒術下的分支。

## 歷史
棒術在日本的歷史悠久，但是資料不多。在日本宗教祭祀中，存在儀式性的棒術演出，可能遺留了古代棒術的一些特徵。日本傳統階級制度形成後，只有武士能夠帶著刀劍，一般農民及町人則以練習非刀劍為主的護身術，棒術就是其中常見的民間武術。在戰場上使用的槍與薙刀，折掉前端的刀刃，就成為杖；棒術繼承了許多使用槍與薙刀的手法，成為在承平時期發展的平民武術。
日本棒術的另一個特色，是以劍術為假想敵，發展出許多對戰日本武士刀的手法。